# Sény Facinet Sylla
Sény Facinet Sylla, né le 29 avril 1951 en Guinée française, est un ingénieur chimiste et homme politique guinéen.
Il est conseiller depuis le 22 janvier 2022 au sein du Conseil national de la transition en tant que représentant des confessions religieuses,.